# Eupithecia atrisignis
Eupithecia atrisignis là một loài bướm đêm trong họ Geometridae.